# Allothereua
Allothereua (лат.) — род многоножек семейства Scutigeridae отряда Scutigeromorpha класса губоногих. Включает 9 видов. Встречаются на территории от Центральной Азии (Казахстан, Непал) до Филиппин, Австралии и Папуа — Новой Гвинеи. Исследование филогении, проведённое в 2009 году показало полифилию Allothereua; некоторые виды более близки к роду Parascutigera.

## Классификация
Род были впервые описан в 1905 году немецким зоологом Карлом Вильгельмом Фергефом (1867—1944).
- Allothereua bidenticulata Verhoeff, 1925
- Allothereua caeruleata Verhoeff, 1925
- Allothereua incola Verhoeff, 1925
- Allothereua kirgisorum Lignau, 1929
- Allothereua lesueurii Lucas, 1840
- Allothereua maculata Newport, 1844
- Allothereua manila Chamberlin, 1944
- Allothereua serrulata Verhoeff, 1925
- Allothereua wilsonae Dobroruka, 1979